# Капсульний гардероб
Капсульний гардероб - це термін, придуманий Сьюзі Фокс, власницею лондонської крамниці «Wardrobe» в 1970-х роках. По словам Фокс, капсульний гардероб - це колекція з основного одягу, які завжди в моді, такі як спідниці, штани, пальто, які потім можна буде доповнити сезонним одягом. Цю ідею   ознаменувала американська дизайнерка Донна Каран, яка в 1985 року випустила впливову капсульну колекцію з 7 предметів одягу.
Цей термін широко використовується в британських і американських модних ЗМІ і був темою кількох популярних телесеріалів. Він став позначати колекцію одягу, що складається тільки з взаємозамінних предметів, щоб максимально збільшити кількість вбрань, які можна створити. Мета цього в тому, щоб мати одяг, що підходить для будь якого випадку, без зайвих предметів. Зазвичай це досягається шляхом купівлі того, що вважається "ключовою" або "основною" річчю в поєднанні кольорів.
Важливо розуміти різницю між базовим і капсульним гардеробами. Завдання останнього - повністю закрити одну-єдину сферу життя - робота, спорт, дозвілля, відпустка, чи прогулянки з дитиною, чи то ще щось. Базовий гардероб же, по суті, являє собою одну велику капсулу, яка визначена не конкретною сферою, а способом життя загалом. Водночас усередині одного середньостатистичного гардеробу можуть уживатися кілька капсул - і так, що одні й ті самі речі будуть включені в кілька або в усі з них.
1. ↑  Our Brand. Donna Karan (англ.). Процитовано 17 липня 2025.